# 세레나이 사르카야
세레나이 사르카야(튀르키예어: Serenay Sarıkaya, 1992년 7월 1일 ~ )는 터키의 배우, 모델이다. 드라마 《메제지르》로 세계적으로 이름을 알렸으며, 이 드라마로 황금나비상 여우주연상을 2년 연속(2014, 2015)으로 수상했다. 이외에 미스 터키 2010 대회에 참가해 2위를 한 경력이 있다.